# Brunettia albohumeralis
Brunettia albohumeralis és una espècie d'insecte dípter pertanyent a la família dels psicòdids que es troba a Àsia: Sri Lanka.